# فرودگاه بین‌المللی خوزفا کامخو
فرودگاه بین‌المللی خوزفا کامخو (به انگلیسی: Josefa Camejo International Airport) یک فرودگاه غیرنظامی با کد یاتا LSP است که یک باند فرود آسفالت دارد و طول باند آن ۲۸۰۰ متر است. این فرودگاه در کشور ونزوئلا قرار دارد و در ارتفاع ۲۳ متری از سطح دریا واقع شده‌است.

## شرکت‌های هواپیمایی و مقصدهای پروازی

### مسافری
| شرکت‌های هواپیمایی | مقصدهای پروازی |
| ----------------- | -------------- |
| Albatros Airlines | کویین بیاتریکس |
| Aserca Airlines   | سیمون بولیوار  |
| کونویاسا          | سیمون بولیوار  |

### باری
| شرکت‌های هواپیمایی      | مقصدهای پروازی |
| ---------------------- | -------------- |
| Amerijet International | میامی          |